# Beverly D'Angelo
Beverly Heather D'Angelo (* 15. listopadu 1951) je americká herečka, která se proslavila jako Ellen Griswoldová ve filmové sérii Bláznivá dovolená a Sheila Franklinová ve filmu Miloše Formana Vlasy.

## Život
Narodila se jako dcera houslistky Priscilly Ruth a baskytaristy a manažera televizní stanice WBNS-TV Eugena Constantina „Gene“ D'Angela. Zpočátku se živila, jako animátorka v Hanna-Barbera Studios  a jako zpěvačka, než se začala zajímat o herectví. V roce 1976 si na Broadwayi zahrála v muzikálu Rockabye Hamlet, inspirovaném Shakespearovým Hamletem. Její první filmovou rolí byla vedlejší role ve filmu Woodyho Allena Annie Hallová. Později si zahrála větší role ve filmech Vlasy a První dáma country music. Největší úspěch nastal v roce 1983, kdy hrála s Chevym Chasem ve filmu Bláznivá dovolená roli Ellen Griswoldové. Tuto roli si zopakovala ve čtyřech pokračováních v letech 1985 až 2015.
V letech 1981-1995 byla vdaná za Dona Lorenzo Salviatiho a v letech 1997-2003 byla ve vztahu s oscarovým hercem Al Pacinem, se kterým ve svých čtyřicetidevíti letech porodila dvojčata.